# Interferómetro de Michelson

Arreglo simplificado del interferómetro de Michelson.

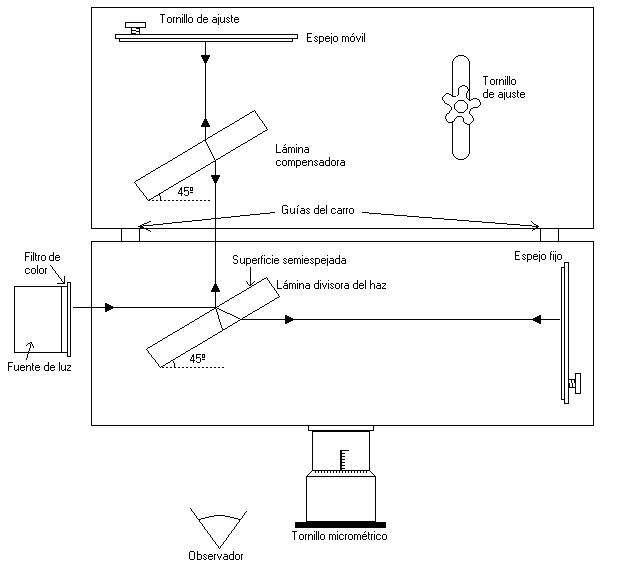
Esquema de un interferómetro de Michelson.

El interferómetro de Michelson es una configuración común para la interferometría óptica y fue inventada por Albert Abraham Michelson. Este método utiliza una fuente de luz que al pasar por un divisor de haz se divide en dos. Cada uno de esos haces de luz se refleja hacia el divisor de haz que luego combina sus amplitudes utilizando el principio de superposición. El patrón de interferencia resultante que no se dirige hacia la fuente, generalmente se dirige a algún tipo de detector fotoeléctrico o cámara. Para diferentes aplicaciones del interferómetro, los dos caminos de luz pueden tener diferentes longitudes o incorporar elementos ópticos o incluso materiales bajo prueba.
El interferómetro de Michelson se hizo conocido por el experimento de Michelson-Morley (1887) en donde se habría detectado el movimiento de la tierra a través del éter, el medio en donde las ondas de luz se propagaban, idea que en esa época muchos científicos creían. El nulo resultado del experimento refutó la existencia del éter, lo que eventualmente condujo a la teoría de la relatividad especial y la revolución de la física a principios del siglo XX. 
En 2015, otra aplicación del interferómetro de Michelson, LIGO, realizó la primera observación directa de ondas gravitacionales. Confirmando predicciones de la relatividad general.

## Configuración
En un principio, la luz es dividida por una superficie semiespejada (o divisor de haz) en dos haces. El primero es reflejado y se proyecta hasta el espejo (arriba), del cual vuelve, atraviesa la superficie semiespejada y llega al detector. El segundo rayo atraviesa el divisor de haz, se refleja en el espejo (derecha) luego es reflejado en el semiespejo hacia abajo y llega al detector.
El espacio entre el semiespejo y cada uno de los espejos se denomina brazo del interferómetro. Usualmente uno de estos brazos permanecerá inalterado durante un experimento, mientras que en el otro se colocarán las muestras a estudiar.
Hasta el observador llegan dos haces, que poseen una diferencia de fase dependiendo fundamentalmente de la diferencia de camino óptico entre ambos rayos. Esta diferencia de camino óptico puede depender de la posición de los espejos o de la colocación de diferentes materiales en cada uno de los brazos del interferómetro. Esta diferencia de camino hará que ambas ondas puedan sumarse constructivamente o destructivamente, dependiendo de si la diferencia es un número entero de longitudes de onda (0, 1, 2,...) o un número semientero (0,5; 1,5; 2,5; etc.) respectivamente.

En general se emplean lentes para ensanchar el haz y que sea fácilmente detectable por un fotodiodo o proyectando la imagen en una pantalla. De esta forma el observador ve una serie de anillos, y al desplazar uno de los espejos notará que estos anillos comienzan a moverse. En esta forma se puede explicar la conservación de la energía, ya que la intensidad se distribuirá en regiones oscuras y regiones luminosas, sin alterar la cantidad total de energía.

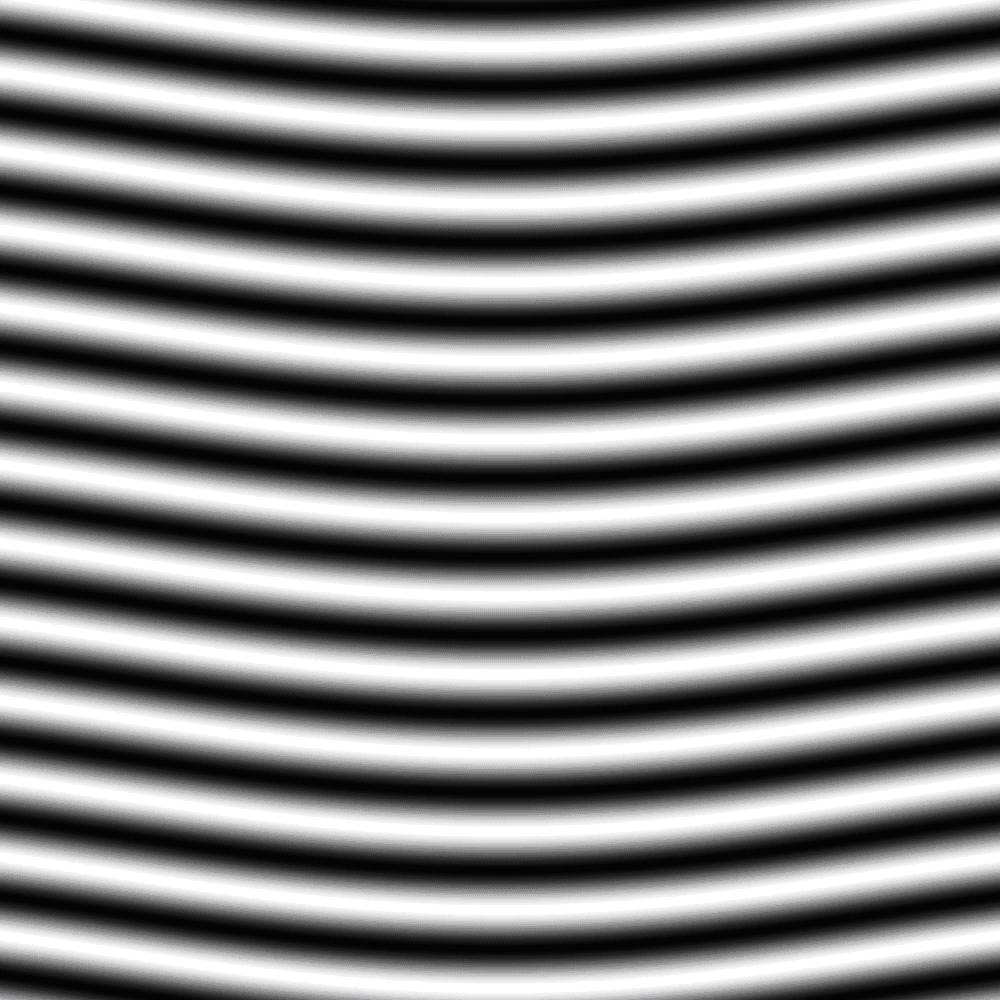
Visualización de los anillos de interferencia.

## Aplicaciones
Generalmente cuando se monta un interferometro de Michelson se observa una figura de interferencia inicial, de la que no se puede determinar cuál es la diferencia de camino, porque si se observa una suma constructiva sólo se puede inferir que la diferencia es múltiplo de la longitud de onda. Por esto el interferómetro se usa para medir pequeños desplazamientos; una vez que se tiene una figura de interferencia inicial, al cambiar la posición de uno de los espejos se verá que las franjas de interferencia se mueven. Si tomamos un punto de referencia, por cada franja que lo atraviese habremos movido el espejo una distancia equivalente a una longitud de onda (menor al micrómetro.)
Hacia fines del siglo XIX, este interferómetro se utilizaba con fuentes luminosas de descarga en gases, con un filtro y una pequeña rendija. En particular, para el experimento de Michelson y Morley, se utilizó la luz proveniente de alguna estrella.